# Edmund Casimir Szoka
Edmund Casimir Szoka (Grand Rapids, 14 september 1927 – Novi, 20 augustus 2014) was een Amerikaans geestelijke en een kardinaal van de Rooms-Katholieke Kerk.
Edmund Szoka was een zoon van Poolse immigranten. Hij bezocht het seminarie in Grand Rapids (Michigan) en studeerde theologie in Plymouth, Detroit, en aan de pauselijke Urbaniana Universiteit in Rome.
Szoka werd op 5 juni 1954 tot priester gewijd. Na een aantal pastorale functies te hebben vervuld werd hij op 11 juni 1971 benoemd tot bisschop van Gaylord; zijn bisschopswijding vond plaats op 20 juli 1971. Op 21 maart 1981 volgde zijn benoeming tot aartsbisschop van Detroit.
Tijdens het consistorie van 28 juni 1988 werd Szoka kardinaal gecreëerd, met de rang van kardinaal-priester. Zijn titelkerk werd de Santi Andrea e Gregorio al Monte Celio. Hij nam deel aan het conclaaf van 2005, dat leidde tot de verkiezing van paus Benedictus XVI.
Op 22 januari 1990 trad Szoka in dienst bij de Romeinse Curie. Hij was achtereenvolgens president van de prefectuur voor de Economische Zaken van de Heilige Stoel (tot 15 oktober 1997), president van de pauselijke Commissie voor de Staat Vaticaanstad (van 15 oktober 1997 tot 15 september 2006) en president van het Gouvernement Vaticaanstad (van 22 februari 2001 tot 15 september 2006).
Szoka ging op 15 september 2006 met emeritaat, één dag na zijn 79e verjaardag. Hij overleed op 86-jarige leeftijd en werd begraven aan de Holy Sepulchre Cemetery in Southfield.
- International Standard Name Identifier: 0000 0000 4267 5226
- Library of Congress Control Number: no95020584
- Istituto Centrale per il Catalogo Unico: IEIV147577
- Virtual International Authority File: 9427925
- WorldCat: E39PBJB8wv7JyjbdpMjqyJBtrq